# 29-й танковый корпус
29-й танковый Знаменский ордена Ленина Краснознамённый ордена Суворова корпус (29-й тк) — оперативно-тактическое воинское соединение РККА. В Великой Отечественной войне принимал участие в освобождении крупных городов: Белгород, Харьков, Кривой Рог, Пятихатки, Знаменка, Кировоград, Умань, Борисов, Минск, Молодечно, Вильнюс, Шяуляй.

## История
Формирование корпуса началось 22 февраля 1943 года при Московском учебном центре в районе г. Наро-Фоминска. В состав корпуса вошли: 25-я, 31-я и 32-я танковые бригады, 53-я мотострелковая бригада, 271-й миномётный полк, 1446-й самоходно-артиллерийский полк и ряд корпусных отдельных частей обеспечения и обслуживания.
Первым командиром корпуса был назначен генерал-майор танковых войск Аникушкин, Фёдор Георгиевич, начальником штаба полковник Фоминых, Евгений Иванович, начальником политотдела — полковник Соловьёв Пётр Алексеевич.
Формирование корпуса завершилось к 10 марта 1943 года. К этому времени в её состав вошли 14-й гвардейский танковый полк и 108-й истребительно-противотанковый артиллерийский полк.
На вооружении танковых бригад были танки Т-34 и Т-70. Гордостью корпуса была танковая колонна «Москва», которая находилась в 31-й танковой бригаде. Танки Т-34 были приобретены на средства трудящихся Красной Пресни.
В 1945 году корпус переформирован в 29-ю танковую дивизию с сохранением боевого знамени, наград и исторического формуляра. В 1990 году 29-я дивизия свёрнута в 6313-ю БХВТ.

### Боевой путь
Первое боевое крещение корпус получил в битве на Курской дуге 12 июля 1943 года под Прохоровкой. В этот день в 8 часов утра началось небывалое по своим масштабам танковое сражение. С обеих сторон в нём участвовало более 1200 танков и самоходных артиллерийских установок (САУ).
Тяжело пришлось корпусу. Он принял на себя всю силу удара танковой дивизии СС «Мёртвая голова» и «Адольф Гитлер». Корпус нанёс врагу ощутимые потери: уничтожил 68 танков, 3260 гитлеровцев, 138 пулемётов и много другой техники.
Корпус участвовал в наступательных боях на Белгородско-Харьковском направлении, в освобождении городов Белгород и Харьков.
В течение сентября 1943 года корпус находился в резерве и готовился к новым боям. 15 октября Степной фронт, в составе которого действовала 5-я гвардейская танковая армия, перешёл в наступление на Криворожском направлении. 16 октября был введён в бой 29-й тк с задачей — развивать наступление в направлении Пятихатки. Утром 19 октября после упорных боев город был освобождён. Далее корпус участвует в боях по освобождению городов Кривой Рог, Александрия, Знаменка.
День 10 декабря 1943 года стал главной датой для 29 ТК. В этот день Верховный главнокомандующий объявил благодарность всему личному составу, а 29 ТК и его 32-я танковая бригада, 53-я мотострелковая бригада, 1446-й самоходно-артиллерийский полк, 108-й истребительно-противотанковый и 271-й миномётный полки получили наименование «Знаменских».
Части корпуса устремились на Кировоград. К утру 8 января 1944 года корпус во взаимодействии с соединениями армии и другими соединениями фронта овладели городом Кировоградом. В ознаменование одержанной победы корпус и его 31-я танковая бригада были награждены орденом Красного Знамени, а 25-я и 31-я танковые бригады получили наименование «Кировоградских».
В течение января-февраля 1944 года корпус вёл наступательные бои по окружению и уничтожению противника в Корсунь-Шевченковской операции. За мужество и отвагу 25-я и 32-я танковые бригады были награждены орденом Красного Знамени.
В последующем корпус вёл наступательные бои на Уманьском направлении. 10 марта 1944 года за освобождение г. Умань корпус награждается орденом Суворова 2-й степени.
В ходе наступления части корпуса форсировали реки Южный Буг и Днестр. К 17 марта своим передовым отрядом вышли к г. Сороки (Молдавская ССР) и совместно с молдавскими партизанами город был освобождён.
В течение марта-апреля корпус вёл наступательные бои вдоль левого берега Днестра в направлении Дубоссары. 27 мая 1944 года части 5 гв. ТА вошли в состав 3-го Белорусского фронта.
Войска корпуса были введены в прорыв 25 июня 1944 года с задачей — овладеть г. Старый Борисов и переправами через реку Березину. Во взаимодействии с другими соединениями 1 июля г. Борисов был освобождён. Передовые части корпуса форсировали Березину. Успешными боевыми действиями корпус способствовал освобождению Минска. 5 июля корпус освобождает г. Молодечно. Здесь отличились 25-я танковая бригада и 1446-й самоходно-артиллерийский полк. Бригада была награждена орденом Александра Невского.
32-я и 25-я танковые бригады, за день проделав около 100 км, к исходу 6 июля вышли на подступы к городу Вильнюсу и к исходу 8 июля 1944 года корпус овладел южной частью Вильнюса. За освобождение города корпус награждается орденом Ленина.
Небольшая передышка и 25 июля новые бои на литовской земле. Упорные бои за Нарву и Рассейняй. 17 августа корпус в составе 5 гв. ТА передаётся в состав 1-го Прибалтийского фронта, где ведёт наступательные и оборонительные бои.
5 октября 1-й Прибалтийский фронт перешёл в наступление на Клайпедском направлении. Корпус был введён в сражение 6 октября. Корпус и его передовой отряд — 31-я танковая бригада действовали успешно. Трое суток продвигались по 50-60 км, освободили города Кретинга, Паланга, Каркельбек, перерезали железную дорогу Либава-Мемель и первыми на 15-километровом участке вышли к побережью Балтийского моря, отрезав пути отхода противника из Прибалтики в Восточную Пруссию.
В течение октября 1944 года корпус вёл ожесточённые бои по уничтожению курляндской группировки врага. 5 ноября 5-я гв. ТА была выведена из боя, а затем и из 1-го Прибалтийского фронта. Совершив марш по железной дороге, армия к концу декабря сосредоточилась в ста километрах северо-восточнее Варшавы, в полосе действия 2-го Белорусского фронта.
14 января 1945 года 2-й Белорусский фронт перешёл в наступление с задачей разгромить Млавскую группировку противника, выйти к берегам Балтийского моря и отсечь врага в Восточной Пруссии.
17 января 5 гв. ТА была введена в прорыв, имея в первом эшелоне 29-й танковый корпус. Корпус, войдя в прорыв, устремился вперёд, овладел станцией Дзялдово, завершил окружение млавского укрепрайона противника, а к 19 января с боем овладел городом Млава и Дзялдово. Создались реальные условия выхода к Балтийскому морю через Эльблонг. В этой операции отличилась 31-я танковая бригада, как передовой отряд корпуса. Первыми в г. Эльблонг ворвались танкисты 3-го батальона, которым командовал капитан Геннадий Львович Дьяченко. 31-я танковая бригада первой вышла к побережью Балтийского моря. Окружённый в Эльблонге противник упорно сопротивлялся, бои приняли затяжной характер.
9 февраля 5 гв. ТА была передана 3-му Белорусскому фронту для оказания помощи в ликвидации Восточно-Прусской группировки немецких войск. В составе 3-го Белорусского фронта корпус действовал до 28 февраля 1945 года. Затем 5 гв. ТА была возвращена во 2-й Белорусский фронт, где корпус получил задачу: выйти к побережью Данцигской бухты на охрану побережья на участке Колнекен-Грибау. Это был третий выход корпуса к Балтике. Здесь и застал его День Победы.
- За успешные действия Верховный Главнокомандующий 17 раз объявлял благодарность личному составу корпуса, 11 раз Москва салютовала в честь «Знаменцев».

В июле 1945 года 29-й танковый корпус был преобразован в 29-ю танковую Знаменскую ордена Ленина, Краснознамённую, ордена Суворова дивизию БВО г. Слуцк. Дивизия в 1990 году свёрнута в 6313-ю БХВТ.

## Командование корпуса
Командиры корпуса
- 18.02.1943 — 20.04.1943 Аникушкин, Фёдор Георгиевич, генерал-майор танковых войск
- 02.03.1943 — 18.04.1944 Кириченко, Иван Фёдорович, генерал-майор т/в, с 18.02.1944 генерал-лейтенант т/в
- 19.04.1944 — 27.07.1944 Фоминых, Евгений Иванович, генерал-майор т/в
- 09.08.1944 — 09.05.1945 Малахов, Ксенофонт Михайлович, генерал-майор т/в

Начальники штаба корпуса
- 00.02.1943 — 19.04.1944	Фоминых, Евгений Иванович, полковник, с 11.03.1944 генерал-майор танковых войск
- 20.04.1944 — 29.09.1944	Лятецкий, Иван Тихонович, полковник
- 29.09.1944 — 24.10.1944	Воробьев, Константин Константинович, полковник
- 24.10.1944 — 00.06.1945	Смирнов, Владимир Иванович, подполковник, с 10.04.1945 полковник

Заместитель командира корпуса по строевой части
- 22.08.1944 — 28.09.1944	Николаев, Алексей Павлович, генерал-майор танковых войск (28.09.1944 умер от болезни)
- 07.09.1944 -Калинин, Иван Петрович, полковник
- 05.02.1945 — 10.03.1945 Верков, Иван Прокофьевич, генерал-майор танковых войск
- 24.04.1945 — 00.06.1945 Коянович, Анатолий Степанович, полковник
- 7.07.1945 — 17.08.1946 Бурдов, Денис Максимович генерал-майор танковых войск[5].

Приказом МВС СССР № 0591 от
Заместитель командира корпуса по технической части
- 00.02.1943 — Латышев Прохор Васильевич, инженер-подполковник

Заместитель командира корпуса по политической части (до 09.10.1942 — военный комиссар)
- 27.02.1943 — 16.06.1943	Соловьёв Пётр Алексеевич, полковник
- Начальник разведывательного отдела
- до 07.07.1944 Кулик Константин Александрович, подполковник (07.07.1944 убит в бою)

Начальник политотдела (с июня 1943 года — заместитель командира по политической части)
- Зельдич Семен Еремеевич, полковник
- 16.06.1943 — 01.04.1944	Соловьёв Пётр Алексеевич, полковник
- 01.04.1944 — 25.07.1944	Серенко Михаил Фёдорович, полковник
- 28.07.1944 — 21.09.1946	Громов Дмитрий Григорьевич, подполковник, с 20.03.1945 полковник

## Состав
- Управление корпуса
- 25-я танковая Кировоградская ордена Ленина дважды Краснознамённая ордена Суворова бригада
- 31-я танковая Кировоградская дважды Краснознамённая ордена Суворова бригада
- 32-я танковая Знаменская ордена Ленина, Краснознамённая ордена Суворова бригада
- 53-я мотострелковая Знаменская Краснознамённая ордена Суворова бригада
- 1446-й самоходно-артиллерийский Знаменский ордена Ленина, Краснознамённый ордена Александра Невского полк
- 332-й гвардейский тяжёлый самоходно-артиллерийский Краматорский ордена Красной Звезды полк (бывший 243-й отп)
- 365-й гвардейский тяжёлый самоходно-артиллерийский Керченский орденов Суворова и Александра Невского полк (бывший 1449-й сап)
- 1223-й лёгкий самоходно-артиллерийский Новгородский ордена Кутузова полк
- 165-й лёгкий артиллерийский полк
- 271-й миномётный Знаменский ордена Александра Невского полк
- 108-й истребительно-противотанковый артиллерийский Знаменский Краснознамённый полк
- 11-й отдельный гвардейский миномётный Кировоградский дивизион
- 409-й отдельный гвардейский миномётный Молодчненский ордена Александра Невского дивизион
- 747-й истребительно-противотанковый артиллерийский дивизион
- 75-й отдельный мотоциклетный ордена Александра Невского батальон

Корпусные части:
- 363-й отдельный батальон связи
- 193-я отдельный сапёрный ордена Богдана Хмельницкого[7] батальон
- 140-я отдельная рота химической защиты
- отдельная автотранспортная рота подвоза ГСМ[8]
- 31-я отдельная автотранспортная рота подвоза ГСМ
- 169-я подвижная танкоремонтная база
- 272-я подвижная авторемонтная база
- авиационное звено связи
- 157-й полевой автохлебозавод
- 1841-я полевая касса Госбанка
- 2702-я военно-полевая станция

- управление (г.Слуцк);
- 31-й танковый Кировоградский дважды Краснознамённый, ордена Суворова полк (г. Слуцк);
- 32-й танковый Знаменский ордена Ленина, Краснознамённый, ордена Суворова полк (п.г.т. Уречье);
- 93-й гвардейский танковый Таллинский Краснознамённый, ордена Кутузова полк (п.г.т. Уречье);
- 308-й мотострелковый Знаменский Краснознамённый ордена Суворова полк (г. Слуцк);
- 851-й самоходно-артиллерийский Знаменский орденов Кутузова и Александра Невского полк (г. Слуцк);
- 927-й зенитный ракетный Львовский полк (г. Слуцк);
- 532-й отдельный ракетный дивизион (п.г.т. Уречье);
- 52-й отдельный разведывательный батальон (г. Слуцк);
- 4-й отдельный инженерно-сапёрный батальон (г. Слуцк);
- 103-й отдельный ремонтно-восстановительный батальон (г. Слуцк);
- 831-й отдельный батальон связи (г. Слуцк);
- 1023-й отдельный батальон материального обеспечения (г. Слуцк);
- 26-й отдельный медицинский батальон (п.г.т. Уречье);
- отдельная рота химической защиты (г. Слуцк);
- ОВКР (г. Слуцк);[4]

## Подчинение
- всю войну в составе 5-й гвардейской танковой армии
- В составе действующей армии:
- с 10.07.1943 по 09.09.1943
- с 07.10.1943 по 31.05.1944
- с 23.06.1944 по 19.12.1944
- с 08.01.1945 по 09.05.1945

## Награды и наименования
| Награда, наименование              | Дата награждения                                                          | За что получена |
| ---------------------------------- | ------------------------------------------------------------------------- | --- |
| Почётное наименование «Знаменский» | Присвоено приказом Верховного Главнокомандующего от 10 декабря 1943 года  | В ознаменование одержанной победы и отличие в боях за город Знаменка. |
| орден Красного Знамени             | Награждён Указом Президиума Верховного Совета СССР от 15 января 1944 года | За образцовое выполнение боевых заданий командования на фронте борьбы с немецкими захватчиками, (освобождение города Кировоград?) и проявленные при этом доблесть и мужество. |
| орден Суворова II степени          | Награждён Указом Президиума Верховного света СССР от 19 марта 1944 года   | За образцовое выполнение боевых заданий командования на фронте борьбы с немецкими захватчиками, освобождение города Умань и проявленные при этом доблесть и мужество.         |
| орден Ленина                       | Награждён Указом Президиума Верховного Совета СССР от 25 июля 1944 года   | За образцовое выполнение заданий командования в боях с немецкими захватчиками, за овладение городом Вильнюс и проявленные при этом доблесть и мужество.                       |

(Танковый фронт 1939—1945 Архивная копия от 10 октября 2014 на Wayback Machine)

## Отличившиеся воины
Герои Советского Союза:
- Бащенко, Александр Петрович, лейтенант, командир взвода танков Т-34 1-го танкового батальона 31-й танковой бригады.
- Зубов, Григорий Никитович, старший сержант, механик-водитель танка 277-го танкового батальона 31-й танковой бригады.
- Колесников, Семён Гаврилович, гвардии подполковник, командир 32-й танковой бригады.
- Куприянов, Пётр Иванович, ефрейтор, разведчик 53-й мотострелковой бригады.
- Парфёнов, Афанасий Георгиевич, старший лейтенант, командир роты средних танков 2-го танкового батальона 25-й танковой бригады.
- Пегов, Григорий Иванович, младший лейтенант, командир взвода танков Т-34 1-го танкового батальона 31-й танковой бригады.
- Пэнэжко, Григорий Иванович, капитан, заместитель начальника штаба по оперативной работе 31-й танковой бригады.
- Решетников, Николай Михайлович, капитан, командир 1-го танкового батальона 25-й танковой бригады.
- Рухлядьев, Александр Игнатьевич, старший лейтенант, командир роты танков Т-34 1-го танкового батальона 31-й танковой бригады.
- Шабалин, Борис Сергеевич, старший лейтенант, командир роты средних танков 1-го танкового батальона 25-й танковой бригады.

 Кавалеры ордена Славы трёх степеней.
- Зарипов, Хусаин, рядовой, автоматчик 53 мотострелковой бригады.
- Кашкин, Юрий Петрович, старший сержант, радист-стрелок танка 31 танковой бригады.
- Килеев, Илья Андреевич, старшина, помощник командира разведывательного взвода 32 танковой бригады.
- Новиков, Дмитрий Ильич, старший сержант, помощник командира сапёрного взвода 25 танковой бригады.
- Порфирьев, Павел Порфирьевич, старшина, командир отделения разведки роты управления 25 танковой бригады.